# Oceanapia sessilis
Oceanapia sessilis är en svampdjursart som först beskrevs av James Barrie Kirkpatrick 1900.  Oceanapia sessilis ingår i släktet Oceanapia och familjen Phloeodictyidae. Inga underarter finns listade i Catalogue of Life.